# 이상수 (축구 선수)
이상수(1999년 3월 8일 ~ )는 대한민국의 축구 선수이다.